# Nematus leptocephalus
Nematus leptocephalus är en stekelart som beskrevs av Thomson 1862. Nematus leptocephalus ingår i släktet Nematus, och familjen bladsteklar. Arten är reproducerande i Sverige.